# Luverdense Overwhelming
Luverdense Overwhelming é uma equipe Futebol americano do Brasil, sediada em Lucas do Rio Verde, no estado de Mato Grosso, fundado em Março de 2016, filiada na FMTFA.

## História
A equipe masculino do Luverdense Overwhelming participou do Campeonato Mato-grossense de futebol Americano se tornando a equipe mas nova do estado a disputar um campeonato FULL PAD de Mato Grosso.